# Bessin

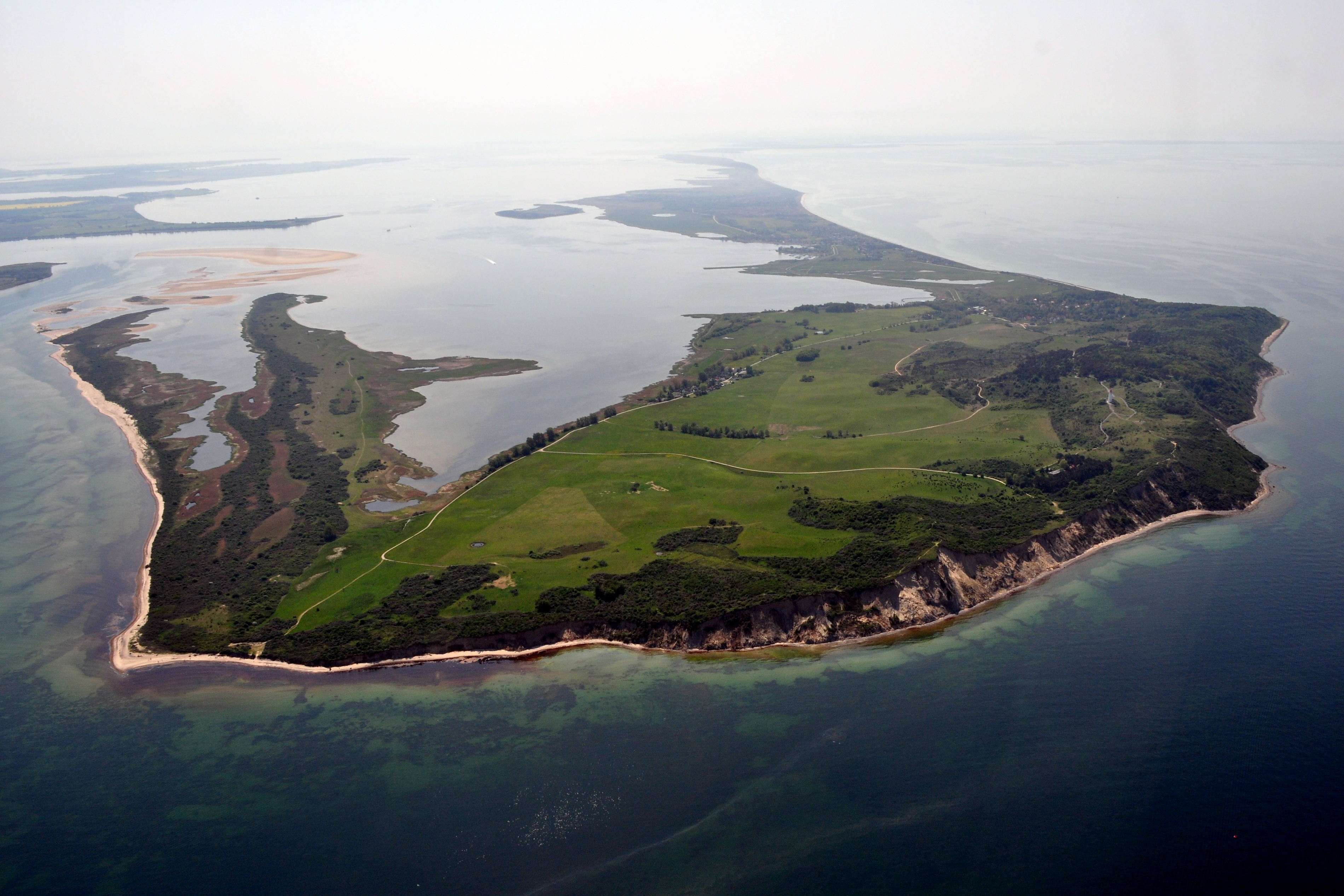
Blick von Norden auf Dornbusch und den Bessin (links)

Der Bessin ist eine Doppel-Halbinsel im Nordosten der Insel Hiddensee. Die Halbinsel ist mit der nordöstlichsten Spitze von Hiddensee verbunden.
Sie entstand im Laufe der letzten Jahrhunderte durch Sedimentabtragungen am Dornbusch, die sich auf der strömungsabgewandten Leeseite der Insel Hiddensee Richtung Süden wieder anlagerten. So entstand die Landzunge Altbessin (auch Alt-Bessin oder Alter Bessin) bereits ab 1500, während der Neubessin erst ab 1890 entstand. Bereits lange vor dem Entstehen des Neubessins war der Zusatz „Alt“ in der Bezeichnung des Alt-Bessins üblich;,  als Neu-Bessin wurde die Spitze der gegenüberliegenden zu Rügen gehörenden Halbinsel Bug bezeichnet, die Mitte des 19. Jahrhunderts noch eine Insel war.
Beide Sandhaken sind jeweils gut drei Kilometer lang und nur wenige hundert Meter breit. Sie sind nur einige Meter über dem Meeresspiegel hoch und bestehen aus teilweise mit Buschwerk bestandenen Sandablagerungen und sehr flachen Uferwiesen. Ihnen vorgelagert sind einige kleine unbewohnte Inseln.
Der Bessin ist unbewohnt und gehört sowohl zu einem Naturschutzgebiet als auch zum Nationalpark Vorpommersche Boddenlandschaft. Das Betreten der Brutstätten zahlreicher See- und Zugvögel ist daher grundsätzlich nicht gestattet.

## Topographie

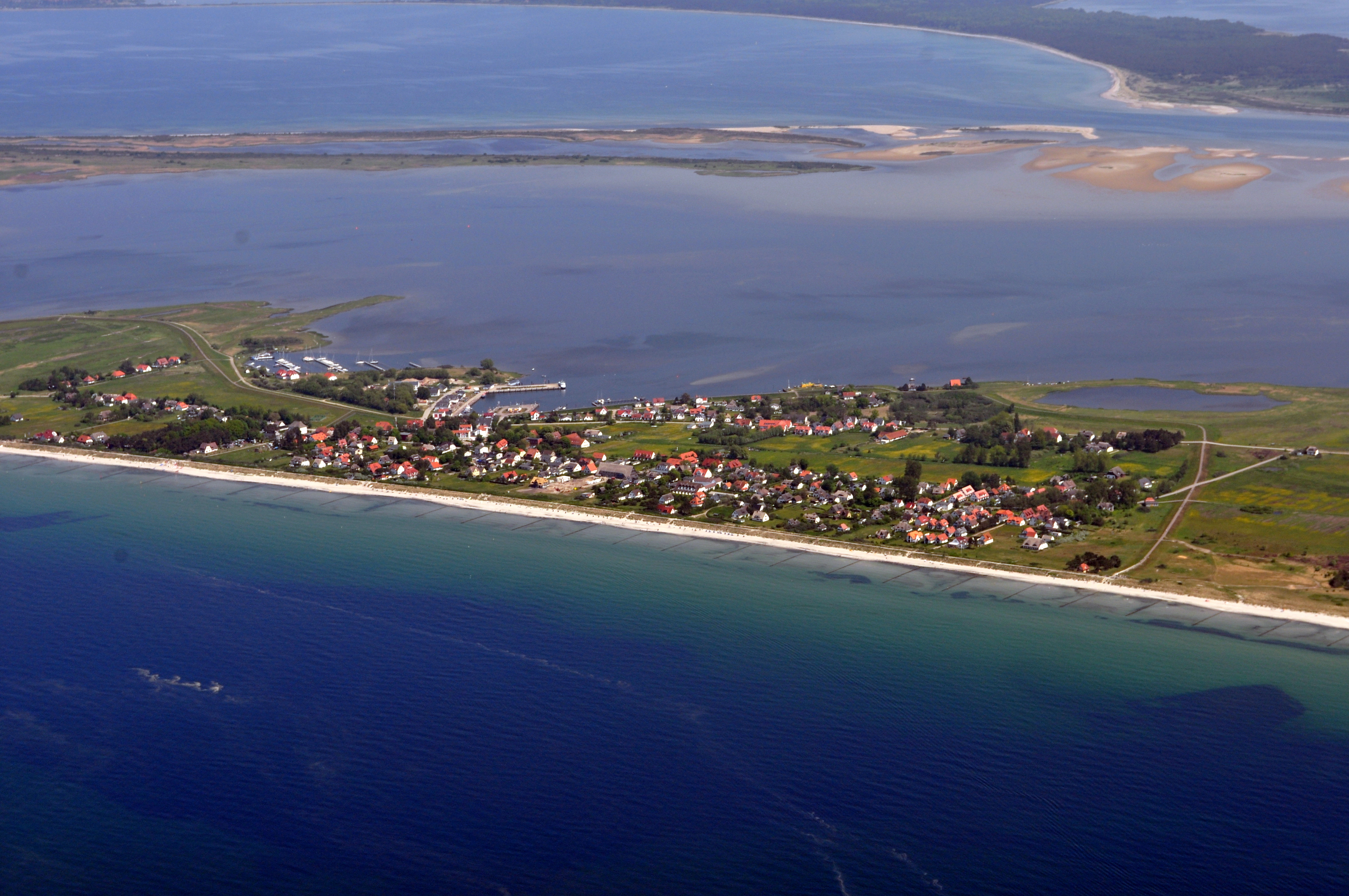
Blick über Vitte auf die Südspitze des Bessins (hinten)

Der Bessin lässt sich in zwei Bereiche gliedern:
- der Altbessin (auch Alter Bessin, auf älteren Karten auch Olbesin oder Olden Besin) ist für Besucher auf einem Weg bis zur Südspitze mit einem Beobachtungsturm begehbar; dort gibt es Graudünen.
- der Neubessin (auch Neuer Bessin, Jungbessin oder Nordosthaken) gehört größtenteils zur Kernzone des Nationalparks und darf nicht betreten werden, allerdings ist davon der nördliche Teil ausgenommen, auf dessen Strand man vom Enddorn aus etwa 1,2 Kilometer bis zu einem Holzzaun gehen kann. Es gibt Grau- und Weißdünen.

Während der Neubessin dicht mit Sträuchern bewachsen ist, wurde auf dem Altbessin das meiste Land durch die Beweidung (Schafe, früher auch Rinder) offen gehalten. An die Beweidung erinnern noch mehrere weit verstreute alte Weißdorne mit kahlgefressenen Stämmen. Auch die Griebener Weide erinnert daran, dass Rinder von Grieben aus über das Flachwasser der Griebener Bucht getrieben wurden.
Auf dem Altbessin hat sich dadurch ein wertvoller Trockenrasen gebildet, welcher aber zunehmend mit Rosen und Sanddorn verbuscht. Der Ursprung des Altbessins liegt weniger an der Bildung von Sandhaken als der von Sandbänken. Diese sind schon auf einer Karte aus dem 16. Jahrhundert verzeichnet und wuchsen erst später mit Hiddensee zusammen, teils durch Sandhaken, teils durch Verlandung (Verschilfung). Einige Sandbänke sind noch heute zu erkennen, wie zum Beispiel die größte, die direkt südöstlich von Grieben liegt. Hier ist die ehemalige Sandfläche mit Elementen aus Trockenrasen und Salzwiese bewachsen, die späteren Verlandungszonen allerdings mit Seggen und Schilf.
Der Südspitze des Altbessins westlich vorgelagert ist die überwiegend mit Seggen bewachsene Tedingsinsel. Diese entstand um das Jahr 1800. Während der die Insel abtrennende Wasserarm im Norden noch relativ breit ist, hat sich dessen Breite am Südende der Tedingsinsel durch Verlandung bis auf etwa 0,5 bis 1 Meter verkleinert. An der Verbindungsstelle beider Bessine ziehen sich von Nord nach Süd mehrere heute verschilfte Strandseen hin. Auf einem Weg zwischen dem Eingangstor am Altbessin und dem Neubessin-Strand lässt sich das Gelände der alten Riegen und Strandwälle gut erkunden.
Der Neubessin besitzt Salzwiesen und Röhricht sowie Gebüsche aus Sanddorn, Holunder und Schlehe, jedoch wegen fehlender Beweidung keinen Trockenrasen. Nordöstlich der Südspitze befindet sich ein nur teilweise mit Primärvegetation bewachsener Sandhaken. Sein Ursprung liegt in strömungsparallelen Sandanlagerungen, nur teilweise in Sandbänken.
Südlich des Bessins schließt sich ein noch zwei Kilometer weit reichendes Windwatt mit zahlreichen kleinen, teils spärlich bewachsenen Inseln an, die sogenannte Bessinsche Schaar. Sie fällt bei Niedrigwasser – wie die südlich des Gellens befindliche Schaar – gelegentlich trocken.

## Küstenveränderungen

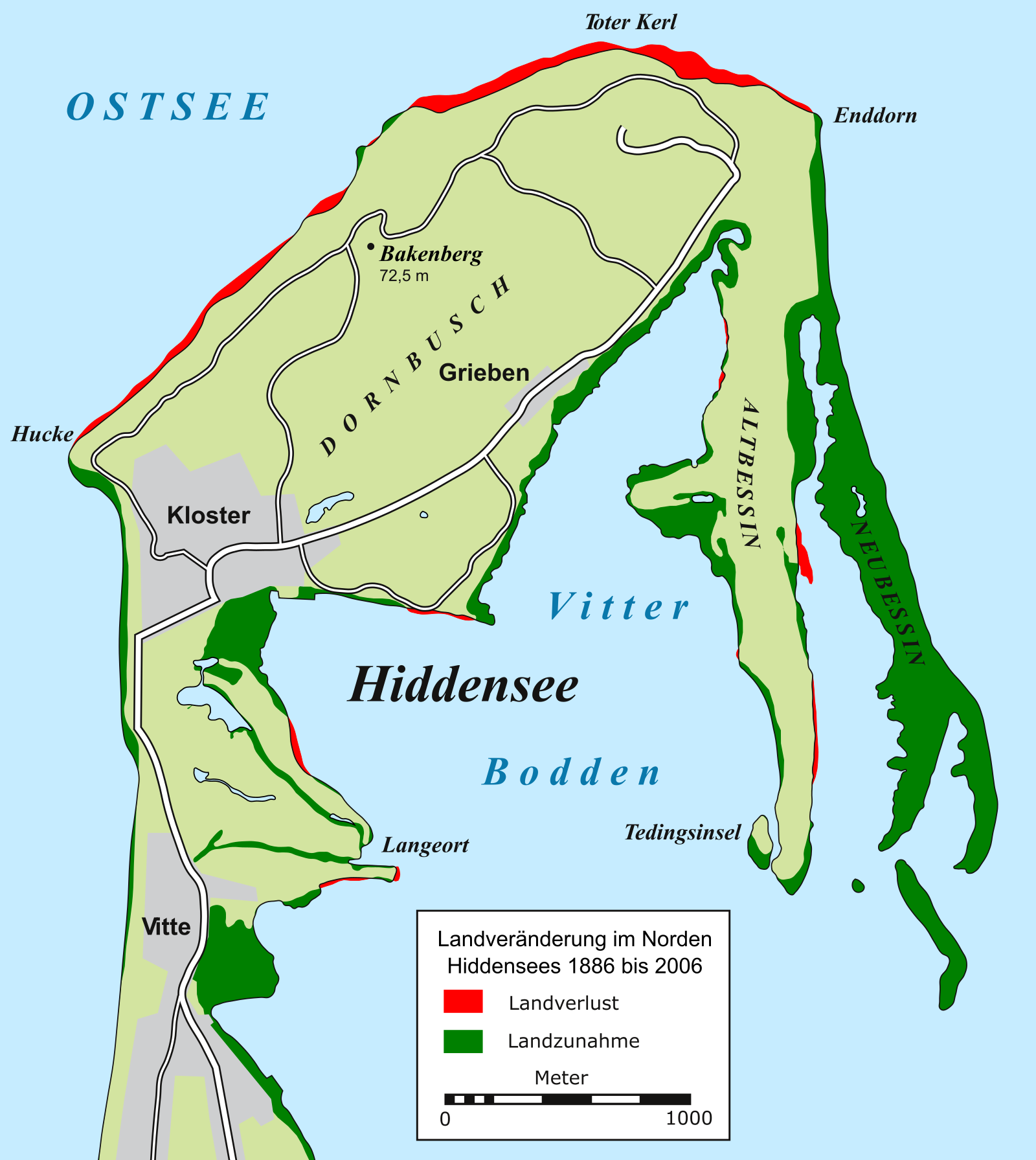
Landveränderungen im Norden Hiddensees von 1886 bis 2000

Das Wachstum des Altbessins lag zwischen 1830 und 1900 nur noch bei etwa einem Meter pro Jahr; ab 1960 wuchs er gar nicht mehr, da sich zu der Zeit der Neubessin von Norden vor ihn schob und ein Anlagern von Sand unmöglich machte. Dementsprechend ist heute sogar das Ostufer (also das Außenufer) des Altbessins von einem Röhrichtgürtel überzogen. Der Neubessin wächst zwischen 30 und 60 Metern pro Jahr nach Süden.
Wie auf Satellitenbildern aus den Jahren 1989 und 1992 zu erkennen ist, zog sich damals ein Sandhaken von der heutigen Südspitze des Neubessins weit nach Süden. Bei einem späteren Durchbruch und anschließender Überspülung des Hakens nach Südwesten bildete sich eine Insel heraus. Nördlich des damaligen Plathe-Sandhakens hatte sich ein weiterer Landfortsatz nach Süden gebildet. Bis zum Jahr 2006 wuchs dieser Sandhaken um 635 Meter (das sind etwa 45 Meter pro Jahr). Danach kam es an der Wurzel zu einem Durchbruch, der 2007 wieder zusammenwuchs. Dafür gab es Ende 2008 nochmals einen Durchbruch an diesem Sandhaken, diesmal weiter südlich. Somit gibt es nun einen mit dem Neubessin wiederverbundenen Sandhakenteil (der immer noch ca. 45 Meter pro Jahr wächst) und eine Insel weiter südlich. Diese Insel wandert seitdem weiter nach Süden (aber nur etwa 20 Meter pro Jahr).
Insgesamt gesehen ist der Bessin zwar gewachsen, aber an Stellen, die für die Nord-Süd-Ausdehnung keine Rolle spielen. Er ist seit 1992 wegen der häufigen Durchbrüche in der Länge vielmehr zurückgegangen, und zwar um 450 Meter.
An der Nordostspitze Hiddensees, dem Enddorn, entstand ab 1998 ein immer breiter werdender Strand-Absatz. Hier wird sich voraussichtlich in den nächsten Jahrzehnten ein weiterer „Bessin“ bilden.

## Bauwerke

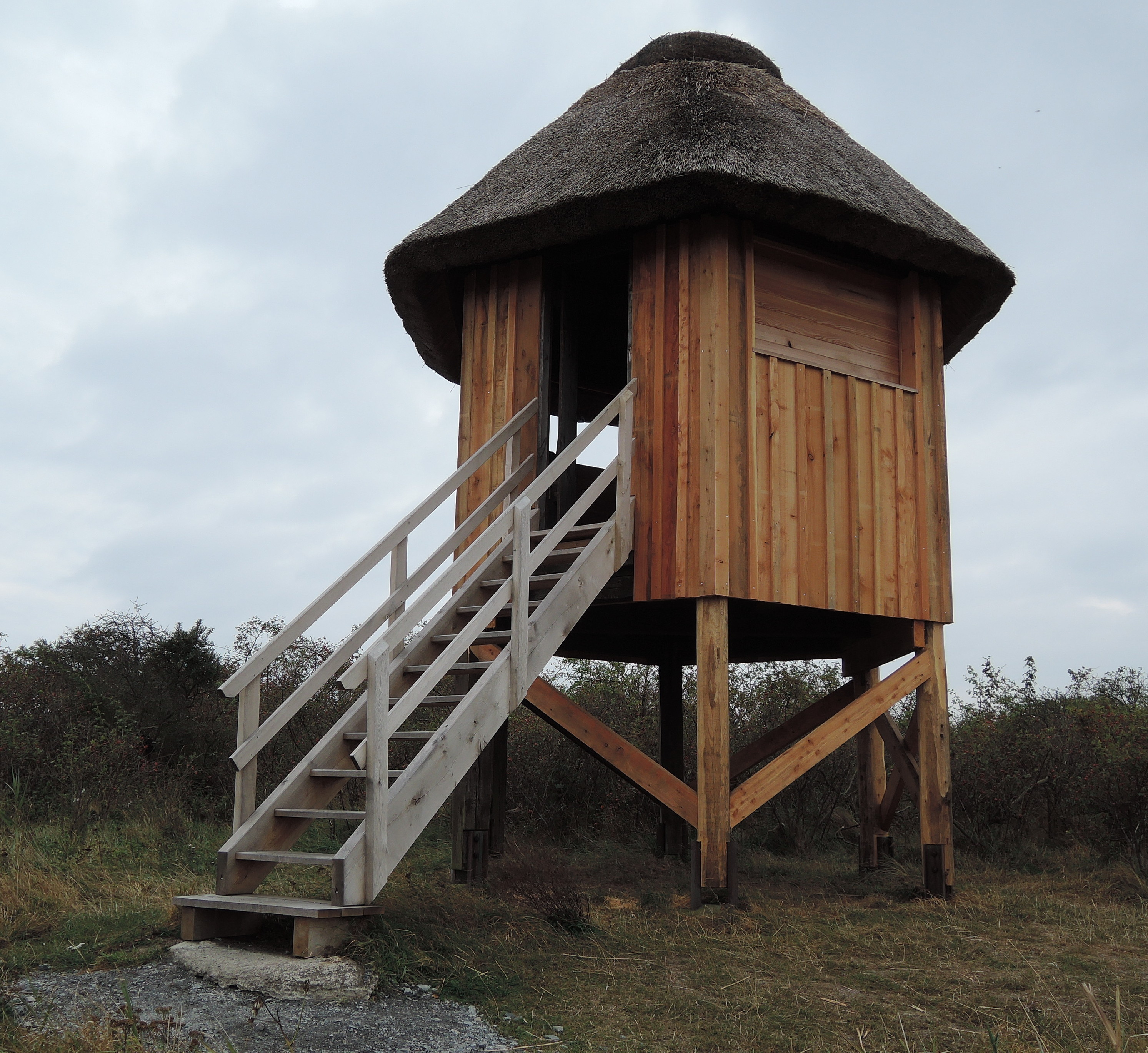
Beobachtungsturm an der Südspitze

An der Südspitze des Altbessins steht ein etwa vier Meter hoher Beobachtungsturm, von dem aus man einen großen Teil der Sandbänke und Sandhaken des Neubessins überblicken kann. Auf dem Neubessin (670 Meter nördlich der Südspitze) befindet sich eine kleine Holzhütte, die im Sommerhalbjahr vom Vogelwart bewohnt wird. Außerdem sind auf beiden Halbinseln mehrere Hochsitze vorhanden.